# Crkva sv. Petra u Trogiru
Crkva sv. Petra u gradiću Trogiru, zaštićeno kulturno dobro.

## Opis dobra
Nalazi se u ulici Ivana Duknovića. Crkva sv. Petra u Trogiru nalazi se u povijesnoj jezgri. Izdužena je pačetvorinasta građevina sa zvonikom i sakristijom u začelju svetišta. Na glavnom pročelju je barokni portal s lunetom ukrašenom poprsjem sv. Petra, rad Nikole Firentinca. Unutrašnjost je barokizirana u 17.st. kad su postavljena dva bočna mramorna oltara posvećena Bogorodici i sv. Ignaciju Loyoli. Od drvenog glavnog oltara sačuvani su kipovi sv. Petra i Pavla iz 17.st. Izrađen je bogato dekoriran drveni strop. Iz druge pol. 17. st. potječe drveni ormar za orgulje s grbom budvanske plemićke obitelji Marković. U dvorištu južno od crkve sačuvan je bunar s reljefnim ukrasima koji je pripadao nekadašnjem samostanu.

## Zaštita
Pod oznakom Z-4307 zavedena je kao nepokretno kulturno dobro - pojedinačno, pravna statusa zaštićena kulturnog dobra, klasificirano kao "sakralna graditeljska baština".